# Eduard Kneifel
Eduard Kneifel (ur. 14 listopada 1896 we Władysławowie koło Turku, zm. 9 marca 1993 w Indersdorf koło Monachium w Niemczech) – pastor ewangelicki, dr teologii, historyk protestantyzmu, w tym głównie Kościoła Ewangelicko-Augsburskiego na ziemiach polskich. 

## Życiorys
W latach 1919–1922 studiował teologię w Lipsku i Rostocku. 4 listopada 1923 roku został ordynowany i przydzielony jako wikariusz do parafii św. Trójcy w Łodzi, gdzie pozostaje do końca 1924 roku. W latach 1925–1939 był proboszczem w Brzezinach, od listopada 1939 do czerwca 1940 roku pełnił funkcję proboszcza i superintendenta w Tomaszowie Mazowieckim. Później został drugim proboszczem parafii św. Mateusza w Łodzi, w 1941 roku pastorem w parafii ewangelickiej Grabieniec koło Łodzi, a w latach 1942-1945 proboszczem w Zgierzu.
Od roku 1945 przebywał na terenie Niemiec Zachodnich. W latach 1945–1946 organizował w Ansbach pomoc dla Niemców wysiedlonych z Polski. W latach 1947–1948 był proboszczem w Edermissen, a następnie w Arle koło Norden (1948-1950). Po przystąpieniu do hanowerskiego Kościoła krajowego pełnił obowiązki pastora w Gifhorn (1950-1953), w Niedermarschacht nad Łabą (1953-1964). Na emeryturę przeszedł 1 grudnia 1964 roku. W latach 1964–1969 mieszkał i pracował w Eging koło Wilshofen, a od roku 1969 w Vierkirchen koło Monachium. 

## Działalność naukowa
Pastor Kneifel w czasie swojej służby w Kościele prowadził badania nad historią reformacji i protestantyzmu na ziemiach Polski. Efektem jego długoletniej pracy są liczne publikacje zawierające wiele szczegółów dotyczących dziejów parafii ewangelicko-augsburskich oraz ich pastorów. W latach 1929–1939 był jedynym Niemcem w gronie członków Polskiego Towarzystwa Historycznego. Ponadto należał do Towarzystwa do Badania Dziejów Reformacji w Polsce, Poznańskiego Towarzystwa Historycznego i innych organizacji naukowych. Publikował artykuły na łamach periodyków ewangelickich wydawanych w II Rzeczypospolitej. Po wojnie w roku 1956 doktoryzował się na Wydziale Teologicznym Uniwersytetu w Hamburgu. W 1968 roku został odznaczony Krzyżem Zasługi RFN I Klasy.

## Rola w Kościele Ewangelicko-Augsburskim w RP
Ks. Eduard Kneifel znany był ze swojej krytycznej postawy wobec biskupa Juliusza Burschego. Był działaczem opozycyjnej wobec Konsystorza i biskupa Wspólnoty Pracy Pastorów Niemieckich (Arbeitsgemeinschaft Deutscher Pastoren der EAK). Otwarcie krytykował działania zwierzchnictwa KEAwRP, mające na celu uregulowanie stosunków z Ministerstwem Wyznań Religijnych i Oświecenia Publicznego i dążył do utrzymania niemieckiego charakteru Kościoła. Jego główny sprzeciw dotyczył wprowadzenia i realizacji dekretu Prezydenta RP o stosunku Państwa Polskiego do Kościoła Ewangelicko-Augsburskiego w RP z 1936 roku. Od 1937 roku wraz z m.in. Alfredem Kleindienstem, Adolfem Dobersteinem i Waldemarem Krusche brał udział w tajnych rozmowach pomiędzy grupą niemieckich pastorów z Polski a Wydziałem Zagranicznym Niemieckiego Kościoła Ewangelickiego, których celem była koordynacja działań prowadzących do wzbudzania nastrojów nacjonalistycznych wśród niemieckich wiernych KEAwRP i dążenia do dominacji Niemców w zwierzchnictwie Kościoła. Jako jedyny z emisariuszy podał w wątpliwość sugerowaną przez działaczy kościelnych z Rzeszy bezkompromisową postawę wobec Burschego, zwracając uwagę na to, że prowadzi ona jedynie do marginalizacji grupy niemieckiej we władzach Kościoła.
Ks. Kneifel był ponadto duchownym członkiem Synodu Kościoła Ewangelicko-Augsburskiego w RP.

## II wojna światowa
Po zajęciu Polski przez wojska niemieckie Kneifel, wraz z innymi czołowymi działaczami Wspólnoty Pracy Pastorów Niemieckich, wszedł w skład zwierzchnictwa utworzonego na obszarze Kraju Warty i Generalnego Gubernatorstwa Niemieckiego Kościoła Ewangelickiego we Wschodnim Kraju Warty (z siedzibą władz w Łodzi). Rozczarowany antykościelną polityką hitlerowców realizowaną przez namiestnika Rzeszy Arthura Greisera stanął w opozycji wobec systemu narodowosocjalistycznego. Po krytyce hitlerowskiej polityki wobec Żydów, Polaków i Ukraińców wygłoszonej w trakcie konferencji historyków Kościoła w Pile w 1941 niepokojony przez Gestapo. Pięciokrotnie przesłuchiwany w 1942 i 1943 roku. 

## Stosunki rodzinne
Poślubił Johannę Helenę Stenzel rodem z Kalisza (zm. 17 marca 1968 r.). Pozostawił pięciu synów: Alfreda – dra nauk politycznych, inżyniera włókiennictwa i kupca, Eduarda Theodora – mieszkającego w Stanach Zjednoczonych, Edmunda – z zawodu lekarza, Paula - doktora medycyny, specjalistę od chorób wewnętrznych, i Johannesa Lothara – doktora nauk prawnych i ekonomicznych, właściciela biura turystycznego, autora książek o lotnictwie cywilnym i turystyce, konsula honorowego Niemiec w Republice Mauritiusu.

## Publikacje
- Das Kirchspiel Brzeziny. Zur 100jaehrigen Jubilaeum und zur jahrhundertfeier der evang.-luth. Kirche am 27. August 1933, Brzeziny 1933;
- Tomaschower Pastorensohn – ein Revolutionär! (Arthur Benni 1840-1867), „Weg und Ziel. Mitteilungsblatt des Hilfskomitees der evang.-luth. Deutschen aus Polen” 1960, nr 3;
- Geschichte der Evangelisch-Augsburgischen Kirche in Polen, Roth bei Nürnberg 1964;
- Die Pastoren der evangelisch-augsburgischen Kirche in Polen. Ein biographisches Pfarrerbuch mit einen Anhang, Eging 1968;
- Die evangelisch-augsburgischen Gemeinden in Polen 1555-1939. Eine Parochialgeschichte in Einzeldarstellungen, Vierkirchen über München 1971;
- (wspólnie z ks. Harrym Richterem), Ewangelicko-luterańska parafia Brzeziny koło Łodzi 1829 r.-1945 r., przełożyła z j. niemieckiego Małgorzata Drabik, ISBN 978-83-926635-0-8, Łodź 2010, Littera-Artur Węgłowski.

Bibliografia publikacji ks. dra Eduarda Kneifela, licząca 96 pozycji: Eduard Kneifel, Harry Richter, Ewangelicko-luterańska parafia Brzeziny koło Łodzi 1829 r.-1945 r., przełożyła z j. niemieckiego Małgorzata Drabik, ISBN 978-83-926635-0-8, Łódź 2010, Littera-Artur Węgłowski, s. 137-142.